# Richard Raphael Pokorny
Richard Raphael Pokorny (hebräisch ריצ'רד רפאל פוקורני; geboren 16. Juli 1894 in Wien, Österreich-Ungarn; gestorben 1978 in Tel Aviv-Jaffa) war ein österreichisch-israelischer Graphologe.

## Leben
Richard Raphael Pokorny war ein Sohn des Unternehmensleiters Carl Franz Pokorny (1852–1920) und der Bertha Winternitz (1862–1941), er hatte fünf Geschwister, seine Mutter und ein Bruder  wurden Opfer des Holocaust, den anderen gelang die Flucht vor der deutschen Judenverfolgung.
Pokorny studierte ab 1913 Rechtswissenschaft an der Universität Wien und wurde 1918 promoviert. Er leistete Kriegsdienst und arbeitete nach Kriegsende zunächst im Verlagswesen. 1922 erhielt er eine Stelle als Unternehmensleiter und 1926 eröffnete er eine Anwaltspraxis in Wien. Pokorny war aktiver Zionist und engagierte sich als Vizepräsident im Zionistischen Landesverband  (ZLVfÖ). Nach dem Anschluss Österreichs stellte er sich für die Arbeit im Palästina-Amt der Jewish Agency zur Verfügung. Bei den Novemberpogromen 1938 wurde er verhaftet. 1939 gelang ihm die Emigration nach Palästina.
Pokorny erhielt von der britischen Mandatsverwaltung keine Anwaltszulassung und musste sich auf andere Erwerbsquellen umstellen. Da er seine Bibliothek aus Wien mitnehmen konnte, eröffnete er eine Leihbibliothek für psychologische Fachbücher, die er bis 1960 führte. Er war Hobby-Graphologe und wandte seine Kenntnisse auf die hebräische Schrift an. 1945 eröffnete er eine Privatpraxis für Graphologie. Er war Gastdozent am Psychologischen Institut der Universität Zürich und wurde 1963 an der Philosophischen Fakultät der Universität Heidelberg ein zweites Mal promoviert.
Pokorny war mit der promovierten Philologin Gisela Ehrenstein verheiratet, sie hatten zwei Kinder. In zweiter Ehe war er mit Elisabeth Gerö verheiratet. In seinen letzten Lebensjahren litt Pokorny an einer schweren Augenkrankheit.

## Schriften (Auswahl)
- Das gewerbliche und häusliche Arbeitsrecht. 6 Teile. Wien: Steyrermühl, 1919
- Einführung in die wissenschaftliche Graphologie der hebräischen Schrift. Tel Aviv, 1949 (ms.)
- Beiträge zum Problem des Ausdrucks. Bern: Hans Huber, 1958 aus: Schweizerische Zeitschrift für Psychologie und ihre Anwendungen, Band XVII, Heft 2 (1958)
- Die moderne Handschriftendeutung. Berlin: de Gruyter, 1963
- Psychologie der Handschrift: systematische Behandlung der Graphologie unter psychologischem und charakterologischem Aspekt; mit 23 Tabellen. München: Reinhardt, 1968
- Grundzüge der Tiefenpsychologie: Freud – Adler – Jung. Übersetzung aus dem Hebräischen. München: Beck, 1973
- Über das Wesen des Ausdrucks: mit besonderer Behandlung des Ausdrucks im menschlichen Gang. München: Kindler, 1974
- weitere Schriften zur Graphologie in Hebräisch